# Cidade Jardim (Belo Horizonte)
Cidade Jardim é um bairro da Zona Sul de Belo Horizonte.
O bairro abriga, em sua grande parte, casas e a maioria dos seus moradores são idosos. É considerado um dos bairros mais nobres de Belo Horizonte. Em Razão da proximidade com Lourdes, o bairro, juntamente com seu vizinho, Luxemburgo, possui um dos metros quadrados mais valorizados da cidade. O grande destaque do bairro é a arborização intensa (daí o nome Cidade Jardim, antigo apelido de BH).

## Principais ruas e avenidas
A principal avenida do bairro é a Prudente de Moraes, criada na década de 1970, a partir da canalização e do tamponamento do Córrego do Leitão. Outra rua importante é a Conde de Linhares. Trata-se de um bairro antigo, projetado na década de 40/50, e atualmente possui algumas das mais caras mansões da Cidade, algumas que ultrapassam o valor de cinco milhões de reais (dados de 2010).

## Colégios
Neste bairro se localiza a Escola Estadual Professor Leopoldo de Miranda, uma das mais conceituadas escolas públicas da cidade.
Neste bairro também se localiza o Colégio Loyola, um dos mais tradicionais colégios particulares da cidade, e o Colégio São Paulo. Há também o Colégio e a Faculdade Pitágoras.

### Bairros vizinhos
- Santo Antônio
- Vila Paris
- Luxemburgo
- Lourdes
- Gutierrez
- Santo Agostinho
- Coração de Jesus

## Ligações Externas
- «Dados gerais sobre a cidade de Belo Horizonte». portalpbh.pbh.gov.br